# عبد الرحيم صديق
الشيخ عبد الرحيم عبد الله صديق (ولد 1334هـ وتوفي 1408هـ) هو عالم حديث من تهامة. حصل على الشهادة العالية من المدرسة الصولتية بمكة المكرمة وتلقى تعليمه على يد شيخه عمر بن حمدان. ودرس على يد مفتي الديار السعودية الشيخ محمد بن إبراهيم آل الشيخ.
تقلد عدة مناصب أهمها معتمد للمعارف بنجد وملحقاتها عام 1370 - 1372هـ ومفتش عام في رئاسة القضاء بالرياض ورئيس كتبة العدل بمكة المكرمة وقاضي بالمحكمة الشرعية بالطائف ومفتش إداري بوزارة العدل وغيرها.
خصص جزء كبير من بيته لمكتبة تضم آلاف الكتب القيمة في العلوم الشرعية وخصوصا علم الحديث وتراجم رجاله واللغة العربية وآدابها والتاريخ الإسلامي والسيرة النبوية.